# Ölbronn-Dürrn
Ölbronn-Dürrn – gmina w Niemczech, w kraju związkowym Badenia-Wirtembergia, w rejencji Karlsruhe, w regionie Nordschwarzwald, w powiecie Enz, wchodzi w skład związku gmin Neulingen. Leży częściowo w Parku Natury Stromberg-Heuchelberg, ok. 10 km na północ od Pforzheim.